# Ельвіра Карін Еберг
Ельвіра Карін Еберг (швед. Elvira Karin Öberg, нар. 26 лютого 1999, Кіруна) — шведська біатлоністка, молодша сестра олімпійської чемпіонки Ганни Еберг.

## Кар'єра
Ельвіра завоювала три золоті медалі у юнацькій категорії на юнацькому чемпіонаті світу з біатлону 2018 року в Отепяа; у 10 км індивідуальній гонці, естафеті 3 × 6 км та спринті 6 км відповідно. Еберг посіла дванадцяте місце у спринті на своєму дебюті Кубку світу з біатлону в Естерсунді 1 грудня 2019 року.
За результатами сезону 2019–20 стала найкращим новачком року в світовому біатлоні за версією Міжнародного союзу біатлоністів, завершивши сезон на 24-му рядку підсумкового загального заліку Кубка світу.

## Виступи на Олімпійських іграх
| Ігри       | Інд. гонка | Спринт | Персьют | Масстарт | Естафета | Змішана естафета |
| ---------- | ---------- | ------ | ------- | -------- | -------- | ---------------- |
| Пекін 2022 | 13         | Срібло | Срібло  | 9        | Золото   | 4                |

## Виступи на чемпіонатах світу
| Чемпіонат        | Інд. гонка | Спринт | Персьют | Масстарт | Естафета | Змішана естафета | Одиночна змішана естафета |
| ---------------- | ---------- | ------ | ------- | -------- | -------- | ---------------- | ------------------------- |
| Антерсельва 2020 | 14         | 13     | 47      | 26       | 5        | —                | —                         |
| Поклюка 2021     | 35         | 22     | 14      | 14       | 5        | —                | —                         |

## Результати біатлону
Усі результати наведено за даними Міжнародного союзу біатлону*.

### Подіуми
| Сезон   | Місце     | Дисципліна | Місце |
| ------- | --------- | ---------- | ----- |
| 2019–20 | Естерсунд | Естафета   | 3     |
| 2019–20 | Обергоф   | Естафета   | 2     |

* Результати, показані на змаганнях IBU: етапах кубка світу, чемпіонатах світу з біатлону та зимових Олімпійських іграх.
Оновлено 22 січня 2020 року

## Статистика стрільби
| Сезон   | Загальна       | Індивідуальна гонка | Спринт       | Гонка-переслідування | Масстарт     | Естафета     |
| ------- | -------------- | ------------------- | ------------ | -------------------- | ------------ | ------------ |
| 2019—20 | 78.1 (285/365) | 82.5 (33/40)        | 87.5 (70/80) | 80.0 (80/100)        | 68.8 (55/80) | 72.3 (47/65) |

## Загальний залік кубку світу
| Сезон   | Загальний | Загальний | Загальний | Індивідуальна гонка | Індивідуальна гонка | Індивідуальна гонка | Спринт | Спринт | Спринт | Гонка-переслідування | Гонка-переслідування | Гонка-переслідування | Масстарт | Масстарт | Масстарт |
| Сезон   | Місце     | Очки      | Дж.       | Місце               | Очки                | Дж.                 | Місце  | Очки   | Дж.    | Місце                | Очки                 | Дж.                  | Місце    | Очки     | Дж.      |
| 2019—20 | 24        | 268       | [ 6 ]     | 34                  | 32                  | [ 7 ]               | 15     | 146    | [ 8 ]  | 34                   | 54                   | [ 9 ]                | 33       | 36       | [ 10 ]   |